# 마지기
마지기는 농지의 면적을 세는 단위로 씨 한 말을 뿌려 농사를 지을 만한 크기의 농지를 말한다. 이두로는 斗洛只로 썼는데 차자표기법을 잘 모르게 되자 이를 한자음으로만 그대로 읽어 두락지라고 잘못 읽기도 하였다. 마지기와 비슷한 용어로 되지기가 있는데, 되지기와 마지기 모두 단위가 분명하지 않다. 논은 약 150~300평, 밭은 약 100평 정도이다. 마지기의 크기는 지역에 따라 차이가 있다. 경기지역에서 말하는 ’한 마지기’는 150평이지만 충청지역에선 200평, 강원지역에선 300평 또는 150평을 ’한 마지기’라고 한다. 쌀의 경우 한 마지기의 논에서 3~4가마의 소출이 나온다.